# Eleónas (Achaïe)
Eleónas, en grec moderne : Ελαιώνας, est un village du dème d'Égialée, dans le district régional d'Achaïe, en Grèce. 
Selon le recensement de 2011, la population de Eleónas compte 671 habitants. 